# Pietro Scalia
Pour les articles homonymes, voir Scalia.
Pietro Scalia (né le 17 mars 1960 à Catane, en Sicile) est un monteur, travaillant essentiellement pour Ridley Scott, et réalisateur de cinéma italien.

## Filmographie

### Comme monteur
- 1992 : JFK d'Oliver Stone
- 1993 : Little Buddha de Bernardo Bertolucci
- 1995 : Mort ou Vif de Sam Raimi
- 1996 : Beauté volée (Stealing Beauty) de Bernardo Bertolucci
- 1997 : Will Hunting de Gus Van Sant
- 1998 : À armes égales (GI Jane) de Ridley Scott
- 1998 : Big Hit (The Big Hit) de Kirk Wong
- 1999 : La Carte du cœur  (Playing by Heart) de Willard Carroll
- 2000 : Gladiator de Ridley Scott
- 2001 : Hannibal de Ridley Scott
- 2001 : La Chute du faucon noir (Black Hawk Down) de Ridley Scott
- 2003 : Levity d'Edward Solomon
- 2006 : Mémoires d'une geisha (Memoirs of a Geisha) de Rob Marshall
- 2007 : American Gangster de Ridley Scott
- 2008 : Mensonges d'État (Body of Lies) de Ridley Scott
- 2010 : Robin des Bois (Robin Hood) de Ridley Scott
- 2012 : Prometheus de Ridley Scott
- 2013 : Cartel (The Counselor) de Ridley Scott
- 2015 : Nos souvenirs (Sea of Trees) de Gus Van Sant
- 2016 : 13 Hours (13 Hours: The Secret Soldiers of Benghazi) de Michael Bay
- 2017 : Alien: Covenant de Ridley Scott
- 2018 : Solo: A Star Wars Story de Ron Howard
- 2022 : Ambulance de Michael Bay
- 2022 : Morbius de Daniel Espinosa

### Comme réalisateur
- 2007 : Mexicali (en production)

## Distinctions
- 1991 : Oscar du meilleur montage avec Joe Hutshing pour JFK
- 2001 : Oscar du meilleur montage pour La Chute du faucon noir